# Виана ду Кащелу (окръг)
Виана ду Кащелу е един от 18-те окръга на Португалия. Площта му е 2218 квадратни километра, а населението – 230 412 души (по приблизителна оценка от декември 2019 г.). Разделен е допълнително на 10 общини, които са разделени на 290 енории.